# Reinette de Flandre
 (septembre 2011).
Si vous disposez d'ouvrages ou d'articles de référence ou si vous connaissez des sites web de qualité traitant du thème abordé ici, merci de compléter l'article en donnant les références utiles à sa vérifiabilité et en les liant à la section « Notes et références ».

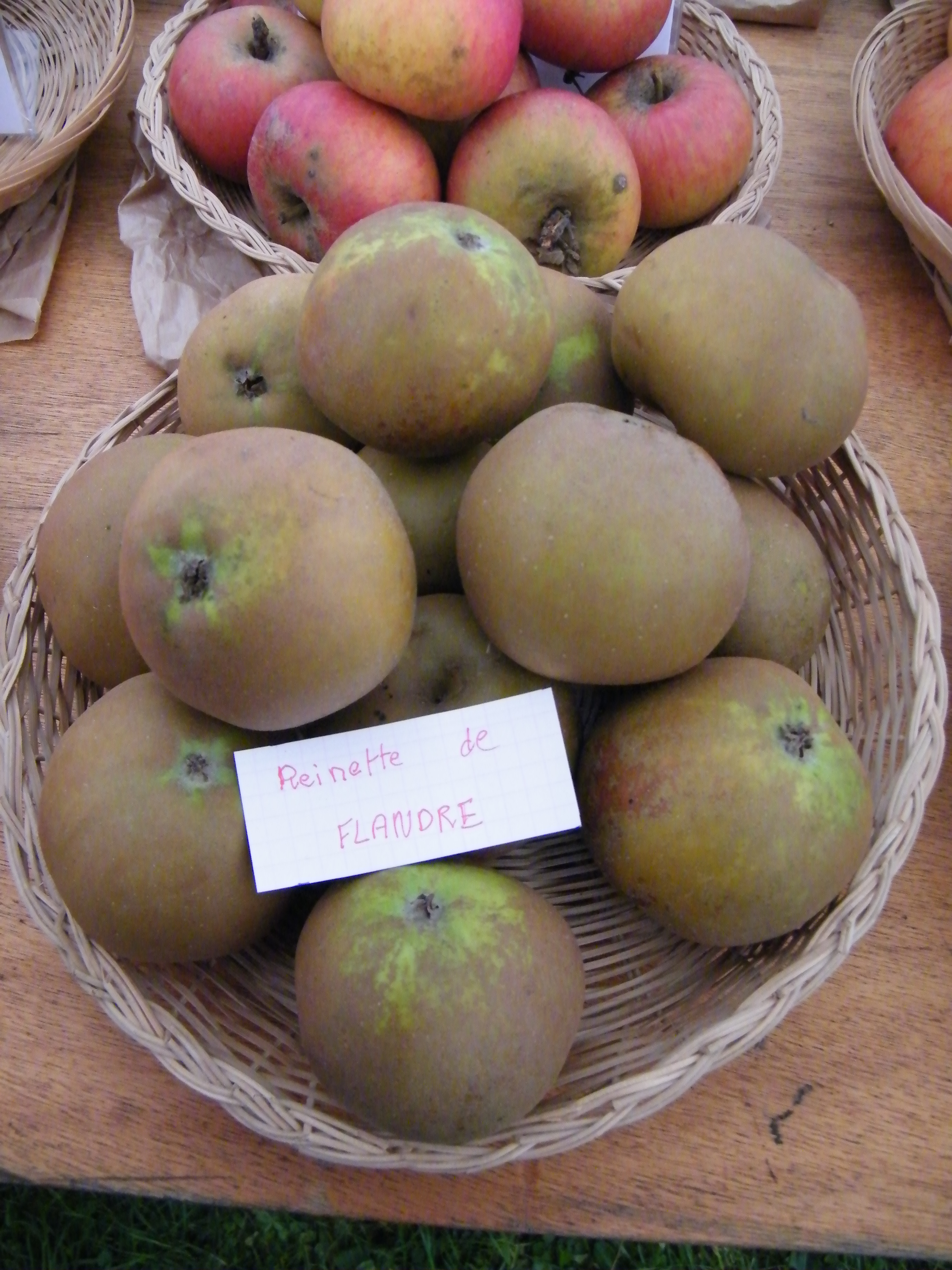
Fruits obtenus sans traitement.

La reinette de Flandre est une ancienne variété de pomme trouvée dans le Boulonnais dans la région Hauts-de-France.
Actuellement relancée, au travers d'un programme européen, dans des vergers professionnels belges et français[réf. nécessaire], elle a été inscrite au Catalogue officiel des espèces et variétés de plantes cultivées en France pour une durée de dix ans depuis 2005.

## Description
C'est un petit fruit (60-70 mm) très rustique, présentant un épiderme gris-verdâtre à uniformément gris, roussissant à maturité et parfois lavé de rouge sur le côté ensoleillé.
C'est une pomme croquante, blanche, très juteuse et légèrement acidulée. On la consomme en pomme à couteau d'octobre à novembre, mais en cuisson jusqu'en février, en compote, tartes et au four.

## Culture
L'arbre est vigoureux et à port moyennement évasé. C'est une variété idéale pour le jardin amateur car elle présente de nombreuses qualités : très bonne ramification, mise à fruit rapide, production régulière à forte si l'éclaircissage est bien maîtrisé, résistante aux maladies comme la tavelure du pommier mais sensible à l'oïdium et au chancre nectrien, peu d'entretien…
L'arbre fleurit à mi-saison et les fruits sont à maturité tardive et à longue conservation.